# Cuba nos Jogos Olímpicos de Verão de 2004
Cuba nos Jogos Olímpicos de Verão de 2004, em Atenas, na Grécia, ganhou 27 medalhas no total.

## Medalhas
| Atleta        | Esporte | Evento             | Medalha |
| ------------- | ------- | ------------------ | ------- |
| Yan Bertelemí | Boxe    | Peso mosca-ligeiro | Ouro    |

## Desempenho

### Boxe
| Atleta        | Peso          | Fase de 32             | Oitavas de final       | Quartas de final       | Semifinais             | Final                  | Final           |
| Atleta        | Peso          | Adversário e resultado | Adversário e resultado | Adversário e resultado | Adversário e resultado | Adversário e resultado | Pos.            |
| ------------- | ------------- | ---------------------- | ---------------------- | ---------------------- | ---------------------- | ---------------------- | --------------- |
| Yan Bartelemí | Mosca-ligeiro | ECU Calero V 20-8      | MEX Castañeda V 41-16  | NAM Jermia V 18-11     | RUS Kazakov V 26-20    | TUR Yalçınkaya V 21-16 | Medalha de ouro |

### Remo
Masculino
| Equipe            | Evento        | Eliminatórias | Eliminatórias | Repescagem | Repescagem | Semifinal | Semifinal | Final   | Final                |
| Equipe            | Evento        | Tempo         | Posição       | Tempo      | Posição    | Tempo     | Posição   | Tempo   | Posição (Pos. final) |
| ----------------- | ------------- | ------------- | ------------- | ---------- | ---------- | --------- | --------- | ------- | -------------------- |
| Yuleidys Cascaret | Skiff simples | 7m19s45       | 2º R          | 6m58s44    | 1º S A/B/C | 6m58s35   | 4º FB     | 6m58s61 | 6º (12º)             |